# Liste des commanderies templières dans le Nord-Pas-de-Calais
| Cette liste recense les commanderies et maisons de l'Ordre du Temple qui ont existé dans le Nord-Pas-de-Calais (Liste non exhaustive). |

## Faits marquants et Histoire
Aux XIIe et XIIIe siècles, le Nord-Pas-De-Calais correspondait en grande partie au comté de Flandre et à celui de Hainaut (à l'Est). La bataille de Bouvines en 1214 est un événement majeur de cette période qui permit au royaume de France d'assoir son autorité sur une grande partie de la région. L'organisation administrative des templiers dans cette région est mal connue et il est difficile d'établir avec précision les limites entre les commanderies de la province de France et celles qui relevaient de la province germanique. Il y avait un précepteur pour la baillie de Flandre qui dépendait du maître de la province de France, et certaines de ces commanderies, comme Loison, faisaient partie de la baillie de Ponthieu. On mentionne également la baillie de Landrecies (ou de Laon) dont le commandeur en 1241 était peut-être Renaud de Vichiers, futur maître de l'ordre.

## Commanderies
| Commanderie              | Ville actuelle (à ou près de)   | Observations                                                                   |
| ------------------------ | ------------------------------- | ------------------------------------------------------------------------------ |
| Arras                    | Arras                           | ,                                                                              |
| Baulieu-lès-Valenciennes | Marly                           | ,                                                                              |
| Blairville               | Blairville                      | ,                                                                              |
| Caëstre                  | Caëstre                         | [ 10 ]                                                                         |
| Cobrieux                 | Cobrieux                        | [ 11 ]                                                                         |
| Combremont               | Ergny, hameau de « Combremont » | ,                                                                              |
| Douai                    | Douai                           | [ 13 ]                                                                         |
| Frencq                   | Frencq                          | ,                                                                              |
| Haute-Avesnes            | Haute-Avesnes                   | [ 16 ]                                                                         |
| Lille et La Haie         | Lille                           | « fratribus Templi de Haia »                                                   |
| Loison                   | Loison-sur-Créquoise            | [ 18 ]                                                                         |
| Montreuil                | Montreuil                       | [ 14 ]                                                                         |
| Saint-Aubin              | Dourlers                        | [ 19 ]                                                                         |
| Waben                    | Conchil-le-Temple / Waben       | Lieu-dit Le Temple Domus Templi de Vauben Dernier commandeur: Jean de Juvignac |
| Winnezeele               | Winnezeele                      | [ 20 ]                                                                         |

| localisation dans le Nord-Pas-de-Calais |
| --- |
| \| Flandre Wallonie Champagne Picardie Arras Baulieu Blairville Caëstre Cobrieux Combremont Douai Frencq Hte-Avesnes Lille et La Haie Loison Montreuil St-Aubin Waben Winnezeele \| |
| Flandre Wallonie Champagne Picardie Arras Baulieu Blairville Caëstre Cobrieux Combremont Douai Frencq Hte-Avesnes Lille et La Haie Loison Montreuil St-Aubin Waben Winnezeele       |

## Sources